# The Last Traction Hero
«The Last Traction Hero» (укр. «Останній тягогерой») — дев'ята серія двадцять восьмого сезону мультсеріалу «Сімпсони», прем'єра якої відбулась 4 грудня 2016 року у США на телеканалі «Fox».

## Сюжет
Шукаючи місце для паркування, Гомер усвідомлює, що містер Бернс від'їхав на полювання, і вирішує спробувати образ життя Бернса. Граючи в гольф в офісі Бернса, Гомер (здивований, що Бернс повернувся) випадково активує важіль люка і падає в бетономішалку. Внаслідок отриманих травм його кладуть у гіпс на кілька місяців.
У шкільному автобусі Дольф створює хаос, коли намагається вдарити Мілгауса, але замість цього б'є Нельсона — починається бійка. Отто нічого не може зробити, і Ліса вирішує записати бій на свій смартфон. Згодом, Ліса показує відео Скіннеру. Він покладає розв'язання проблеми з автобусом на Лісу і підвищує її до «чергової по автобусу».
Блакитноволосий адвокат повідомляє містеру Бернсу, що він тепер несе юридичну відповідальність за поранення Гомера. Бернс відправляє Смізерса до дому Сімпсона, щоб Гомер підписав документи відмови від компенсації.
Мардж намагається проводити час з Гомером, але її ідеї веселощів — жарти та пазли — йому швидко набридають. Після декількох невдалих спроб отримати підпис Гомера Смізерс визнає, що, на його думку, Гомер має право на компенсацію, і Гомер викликає адвоката.
В автобусі Ліса знову організовує, хто з дітей де сидить. В результаті вона стає надто завзятою… Діти незабаром повстають проти неї. Коли автобус приїжджає до школи, він ламається і горить. Ліса залишається розгубленою, поки решта дітей сміються. Мілгаус пояснює, що поїздка на автобусі повинна бути божевільною, що полегшує її.
Мардж несподівано зв'язується зі Смізерсом, виявляючи, що він може надати їй емоційну близькість, якої Гомер не може. Зі свого боку, Гомер насолоджується цією домовленістю — задовольняючи емоційні потреби, Мардж збуджується більше збуджується фізично з ним Гомером.
Смізерс неохоче зізнається у своєму скрутному становищі Мардж, обираючи його роботу замість їхньої дружби. Гомер підслуховує це, і розуміє, що лише Смізерс робив Мардж щасливою.
Майже повністю одужавши, у суді Гомер підходить до Бернса і пропонує підписати відмову за умови, що Смізерсу дозволено зберегти свою роботу. Бернс погоджується, і Гомер прикидається, що падає на сходинках суду (щоб його адвокат міг подати ще один позов). Однак, він випадково затягує Мардж із собою, і обох збиває вантажівка. В результаті, обидвоє у гіпсі, де про них піклується некомпетентний дід Сімпсон. Мардж зізнається в коханні Гомеру через його готовність пожертвувати компенсаційною вимогою на мільйони доларів заради її щастя.
Гуляючи з Мардж у тому самому парку, Ейб розповідає, що його власні стосунки з батьком були такими ж невдалими, як і стосунки з Гомером. Помітивши, як Гомер і Мілгаус (якого плутає з Бартом) ловлять рибу, Ейб розуміє, що він все ще має шанс бути хорошим батьком. Прийшовши до своєї дівчини, Ейб виявляє, що його дівчина вагітна від Джаспера Бердлі, а не від нього. Він спочатку вражений, але потім відчуває надзвичайне полегшення.
У фінальній сцені у школі Ліса намагається не бути всезнайкою. Однак, вона не витримує і відповідає правильно на всі питання і нагадує про призначення стоматолога міс Гувер.

## Виробництво
Спочатку серія «Fatzcarraldo» мала виробничий код WABF03, але потім зміщена на WABF07, а серією з кодом WABF03 стала «The Last Traction Hero».

## Ставлення критиків і глядачів
Під час прем'єри серію переглянули 5,77 млн осіб з рейтингом 2.4, що зробило її найпопулярнішим шоу на каналі «Fox» тієї ночі.
Денніс Перкінс з «The A.V. Club» дав серії оцінку B+, сказавши, що серія — «справді хороша». Він похвалив сценариста Білла Оденкерка за те, що «…побудував історію навколо емоційного серця героїв, знаходить кумедні ракурси старих жартів і наповнює свій сценарій чудовими дивними штрихами, які роблять „The Last Traction Hero“ звичайним смішним епізодом від початку до кінця».
Згідно з голосуванням на сайті The NoHomers Club більшість фанатів оцінили серію на 3/5 із середньою оцінкою 2,88/5.